# Katrin Ottarsdóttir

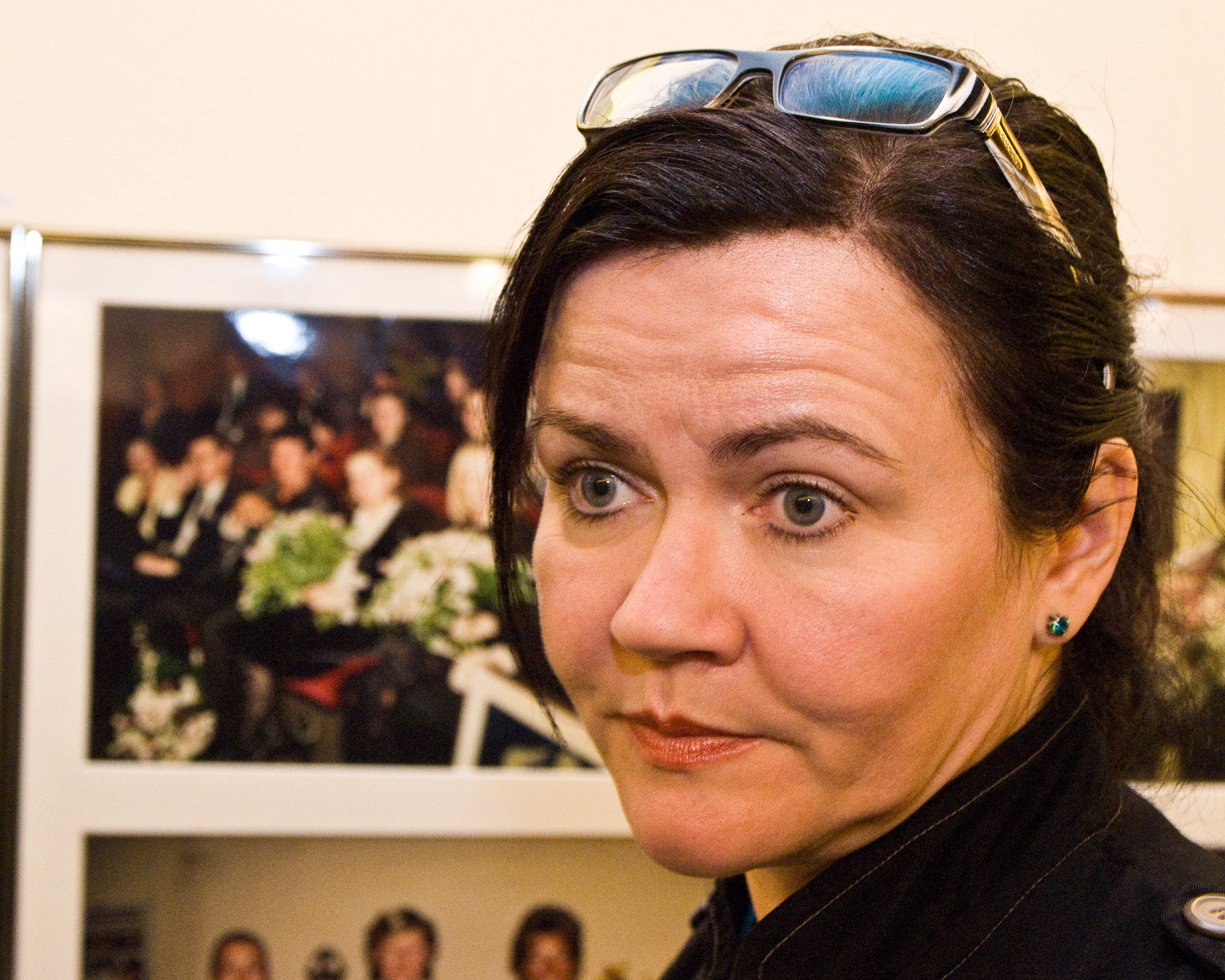
Katrin Ottarsdóttir bei den Nordischen Filmtagen 2008

Katrin Ottarsdóttir (* 22. Mai 1957 in Tórshavn, Färöer) ist eine färöische Filmemacherin und Dichterin.
Katrin Ottarsdóttir ging 1976 nach Dänemark und war 1982 der erste färöische Absolvent der Filmschule in Kopenhagen. 1989 erhielt sie für Atlantic Rhapsody - 52 Bilder aus Tórshavn auf den Nordischen Filmtagen in Lübeck den Preis der Nordischen Filminstitute. Es handelt sich um den ersten färöischen Spielfilm der Geschichte.
Katrin Ottarsdóttir schreibt ihre Drehbücher selbst und sie führt auch Regie. Atlantic Rhapsody hat sie darüber hinaus auch produziert. Die meisten Schauspieler in Katrin Ottarsdóttirs Filmen sind Färinger, und Schauplatz ihrer Filme sind ebenfalls die Färöer.
Der Roadmovie Bye Bye Bluebird erhielt 1999 den Hauptpreis der Nordischen Filmtage und 2000 den Tiger Award auf dem International Film Festival Rotterdam. Ihre Tochter Hildigunn Eyðfinsdóttir (* 1975) spielt dort die Hauptrolle.
2008 erschien ihre Trilogie über drei färöische Kulturschaffende: den Bildhauer Hans Pauli Olsen, den Schriftsteller Tóroddur Poulsen und den Schriftsteller Jóannes Nielsen.

## Filme
- 2013: Ludo. Spielfilm.
- 2011: Erinnerungen einer Wohnung. Filminstallation.
- 2011: Budam: Last Song. Musikvideo.
- 2008–2010: Trilogie über färöische Kulturschaffende:
  - Ingen kan lave det perfekte (über Hans Pauli Olsen)
  - En linje om dagen måvære nok / Ein regla um dagin má vera nokk (über Tóroddur Poulsen)
  - Die Spuren wachsen aus Worten (über Jóanes Nielsen)
- 2003: Regin smiður - une danse ballade. Tanzfilm
- 1999: Bye Bye Bluebird. Spielfilm (road-movie).
- 1995: Der Mann der gehen durfte. Kurzfilm.
- 1991: Hannis. Kinderfilm.
- 1989: Atlantic Rhapsody. Spielfilm.

## Werke
- 2020 - Gentan í verðini. Roman. Sprotin.[1]
- 2018 - 43 bagatellir. Stuttprosa. Forlaget Torgard.
- 2015 - Messa fyri einum filmi. Dicte. Mentunargrunnur Studentafelagsins.
- 2012: Eru koparrør í himmiríki. Dicte. Mentunargrunnur Studentafelagsins. ISBN 978-99918-75-02-6